# Sudan na Letnich Igrzyskach Olimpijskich 1996
Sudan na Letnich Igrzyskach Olimpijskich 1996 reprezentowało 4 zawodników (sami mężczyźni). Był to 7 start reprezentacji Sudanu na letnich igrzyskach olimpijskich.

## Skład kadry

### Lekkoatletyka
Mężczyźni
- Mohamed Babiker Yagoub - bieg na 800 m - odpadł w eliminacjach,
- Khamis Abdullah Seifeddine - bieg na 1500 m - odpadł w eliminacjach,
- Ahmed Adam Salah - maraton - 68. miejsce

### Tenis stołowy
Mężczyźni
- Ahmed Mohamed Osama - gra pojedyncza - 49. miejsce